# Малетин, Александр Иванович
Александр Иванович Малетин (род. 6 февраля 1975, с. Толмачёво, Алапаевский район Свердловская область) — российский боксёр-любитель, заслуженный мастер спорта России (1997), призёр Олимпийских игр 2000 года и чемпионата мира 1999 года, многократный чемпион России.

## Биография
В 1990—1992 — учился в СПТУ № 44. В 1993—1996 — служил в армии.
Выпускник Нижневартовского государственного педагогического института (2002, учился на факультете физической культуры и спорта). Награждён медалью ордена «За заслуги перед Отечеством» I степени (1999), нагрудными знаками «Отличник погранслужбы» I и II степени.
Проходил подготовку в Нижневартовске под руководством заслуженных тренеров России Василия и Руслана Вольфов.
С 1994 года работает спортсменом-инструктором. В 1999 — проходил службу по контракту инструктором по спорту в звании майор ЦПСК России.

### Достижения
- 1996—1999 и 2001—2003 — Чемпион России по боксу.
- 1997 — Чемпион Мира по боксу.
- 1999 — Призёр Игр Доброй Воли.
- 2000 — Чемпион Европы, призёр Олимпийских Игр
- 2001 — призёр чемпионата Мира по боксу.
- 2002 — Чемпион Европы по боксу.
- 2003 — финалист чемпионата Мира по боксу.
- 2004 — Чемпион Европы по боксу.

### Семья
Женат, 15 февраля 2001 года родился сын.